# Sucilá
Esta página se refiere a una localidad. Para el municipio homónimo véase Sucilá (municipio).
Sucilá (pronúnciese como /Sukilá/) es un poblado ubicado en el estado mexicano de Yucatán, específicamente en el municipio homónimo (del cual es la cabecera).
Tiene una altitud promedio de 15 m s. n. m. Se localiza a una distancia de 149 km de la ciudad capital del estado, la ciudad de Mérida, 15 km de Panabá, 16 km de Espita y 17 km de Tizimín.
También fue conocida como la cuenca lechera de Yucatán por haber en su territorio una gran cantidad de ranchos dedicados a la industria láctea.

## Toponimia
El nombre del municipio, Sucilá (se pronuncia Sukilá), proviene de la maya su'uk, zacate, il, de, y ja', agua, significado así "agua de zacate".

## Historia
Fundada el 26 de abril de 1826 varios años después de declararse poblado independiente de la Corona española. Durante la época prehispánica perteneció al cacicazgo de los Cupules y después de realizada la conquista permaneció bajo el régimen de las encomiendas, entre las que se pueden mencionar la de Rodrigo de Cisneros en 1549, la de Luis Carrillo de Albornoz en 1607, la de Francisco Vázquez Carrazco en 1688 y la de Doña Josefa Chacón y Salazar en 1745. La evolución de la población comienza en 1821 cuando Yucatán se declara independiente de la Corona Española.

## Infraestructura

### Medios de comunicación
Prensa escrita
En la localidad circula la edición diaria del Diario de Yucatán.
Telefonía
La localidad cuenta con la señal de Telcel en las modalidades GSM y GPRS.

## Política

### Administración
La localidad de Sucilá ha tenido 26 presidentes municipales en el periodo que va de 1941 hasta 2012. El siguiente cuadro muestra los últimos alcaldes desde el comienzo del siglo XXI: